# Blanšírování

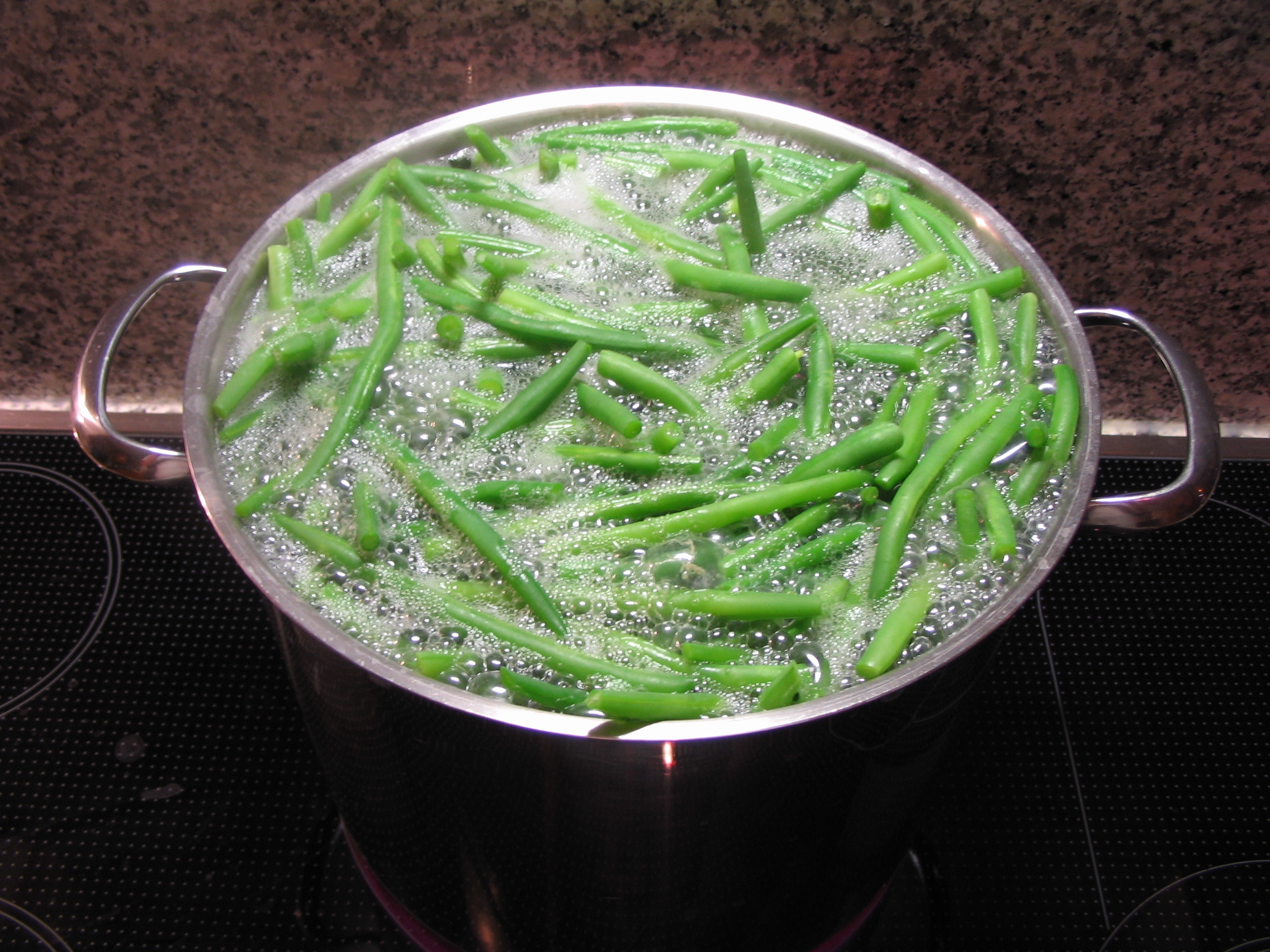
První krok v blanšírování zelených fazolek

Blanšírování (z francouzského blanchir „zbělit“; někdy nesprávně blanžírování) je kuchařská technika spočívající v ponoření plodu do horké vody (krátkém spaření) a jeho následném ochlazení. Díky tomu se slupka snadněji sloupne.
Původní francouzský výraz (blanchir) pro způsob úpravy zeleniny, ovoce nebo masa znamená čistit nebo bělit. Jemné maso, krátce ponořené do horké vody, zbělá a zůstane šťavnatější při dalším tepelném zpracování. Dále se tento způsob spaření používá pro snadnější odstraňování membrán a blán. Pro ovoce a zeleninu se blanšírování používá k odstranění slupky u plodů, které ji mají příliš tuhou nebo silnou, jako jsou rajčata, broskve, meruňky, mandle nebo pistácie.
Díky krátkodobému působení zvýšené teploty zůstanou v potravinách zachovány vitamíny, chuť i barva, ale zničí se mikroorganismy, které by mohly při následné konzervaci způsobit jejich zkažení. Zůstane zachována vyšší kvalita potravin, například mražená zelenina má svěžejší barvu a výraznější chuť. Některé plodiny (špenát) ztrácejí spařením nežádoucí pachuť.
Časté je také blanšírování hub, zejména před jejich zmražením.